# Southwick (Tyne and Wear)
Southwick – dzielnica miasta Sunderland, w Anglii, w Tyne and Wear, w dystrykcie Sunderland. Leży 2,2 km od centrum miasta Sunderland, 13,8 km od miasta Newcastle upon Tyne i 388,8 km od Londynu. W 2011 miejscowość liczyła 10 535 mieszkańców.